# Хэчжоу
Хэчжо́у (кит. упр. 贺州, пиньинь Hézhōu; чжуанск. Hohcouh) — городской округ в Гуанси-Чжуанском автономном районе КНР.

## История
Во времена империи Хань в 111 году до н. э. был создан Цанъуский округ (苍梧郡). В эпоху Троецарствия, когда эти земли входили в состав государства У, из Цанъуского округа в 266 году был выделен Линьхэский округ (临贺郡), власти которого разместились в уезде Линьхэ (临贺县).
Во времена империи Суй Линьхэский округ был в 589 году расформирован, и была создана Хэчжоуская область (贺州). Во времена империи Мин уезд Линьхэ был в 1369 году расформирован, а его земли перешли под непосредственное управление областных властей. В 1377 году Хэчжоуская область была преобразована в уезд Хэсянь (贺县).
В 1916 году на стыке уездов Фучуань (富川县) и Чжаопин был создан уезд Чжуншань.
В 1930-х годах в горах на стыке уездов Чжуншань и Хэсянь началась активная добыча цветных металлов.
После вхождения этих мест в состав КНР в конце 1949 года был образован Специальный район Пинлэ (平乐专区) провинции Гуанси, и эти земли вошли в его состав. В 1951 году к уезду Хэсянь был присоединён уезд Синьду (信都县). В 1953 году уезды Фучуань и Чжуншань были объединены в уезд Фучжун (富钟县).
В 1958 году провинция Гуанси была преобразована в Гуанси-Чжуанский автономный район; Специальный район Пинлэ был при этом расформирован, и эти земли вошли в состав Специального района Учжоу (梧州专区).
В 1962 году уезд Фучжун был вновь разделён на уезды Фучуань и Чжуншань.
В 1971 году Специальный район Учжоу был переименован в Округ Учжоу (梧州地区).
Постановлением Госсовета КНР от 30 августа 1983 года уезд Фучуань был преобразован в Фучуань-Яоский автономный уезд.
Постановлением Госсовета КНР от 27 февраля 1997 года из округа Учжоу был выделен Округ Хэчжоу (贺州地区), при этом уезд Хэсянь был преобразован в городской уезд Хэчжоу. К концу XX века месторождения цветных металлов истощились, и шахты на границе Чжуншаня и Хэчжоу были закрыты.
Постановлением Госсовета КНР от 3 июля 2002 года были расформированы округ Хэчжоу и городской уезд Хэчжоу, и образован городской округ Хэчжоу; территория бывшего городского уезда Хэчжоу стала при этом районом Бабу в его составе.
В июле 2007 года на стыке района Бабу и уезда Чжуншань на базе бывшего шахтоуправления был создан административный район Пингуй. В июле 2016 года он был преобразован в район городского подчинения.

## Население
Согласно данным переписи населения 2010 года, 83,46 % населения городского округа составляют ханьцы, 12,29 % — яо, и 4,07 % — чжуаны.

## Административно-территориальное деление
Городской округ Хэчжоу делится на 2 района, 2 уезда, 1 автономный уезд:
| Карта                                                         | Карта                          | Карта          | Карта                   | Карта            | Карта         |
| ------------------------------------------------------------- | ------------------------------ | -------------- | ----------------------- | ---------------- | ------------- |
| Бабу Пингуй Чжаопин Чжуншань Фучуань-Яоский · автономный уезд |                                |                |                         |                  |               |
| Статус                                                        | Название                       | Иероглифы      | Пиньинь                 | Население (2010) | Площадь (км²) |
| Район                                                         | Бабу                           | 八步区         | Bābù qū                 |                  |               |
| Район                                                         | Пингуй                         | 平桂区         | Píngguì qū              |                  |               |
| Уезд                                                          | Чжаопин                        | 昭平县         | Zhāopíng xiàn           |                  |               |
| Уезд                                                          | Чжуншань                       | 钟山县         | Zhōngshān xiàn          |                  |               |
| Фучуань-Яоский автономный уезд                                | Фучуань-Яоский автономный уезд | 富川瑶族自治县 | Fùchuān Yáozú zìzhìxiàn |                  |               |